# Schitul Butuceni
Schitul Butuceni este un schit de călugări din Republica Moldova.